# 頭脳パン
頭脳パン（ずのうパン）は、石川県金沢市の金沢製粉が製造する「頭脳粉」を原料としたパン。

## 概要

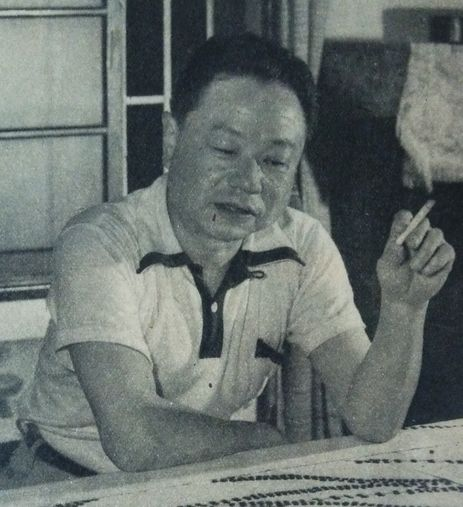
木々高太郎（写真は1953年）

「頭脳パン」は大脳生理学者・作家の木々高太郎が、1960年（昭和35年）10月に本名「林髞」名義で刊行した著書『頭のよくなる本 - 大脳生理学的管理法』で提唱された。木々はソ連のイワン・パブロフのもとで条件反射学を学んだ大脳生理学者で、1933年に帰国すると医学・生理学関係の著作を多く発表した。木々は1934年からは探偵小説家としても活動している。
同書によれば、「通常の小麦粉にビタミンB1を100グラムあたり0.17ミリグラム以上配合した「頭脳粉」を原料とした。このビタミンB1により脳の働きが活発になり記憶力や思考力が良くなるとしている。これは、脳が必要とするエネルギー源はブドウ糖のみで、この分解にビタミンB1が必須なためである。（だが、栄養失調状態でなければビタミンB1だけが不足することはなく、摂取しすぎても排出されるだけである）
当時は複数の製パン業者と製粉業者が加盟する「頭脳パン連盟」なる団体（任意団体）まで結成されていたが、現在は活動休止（但し多くの製品パッケージには連盟の表記は健在）。
2006年現在、「頭脳パン」の商標権は金沢製粉が保有し、伊藤製パン、フジパンをはじめとした製パン業者が製造販売している。
1993年1月、テレビ番組で東大生協で人気のパンと紹介され、受験生の子供を持つ一部の母親に人気となった。だが、関東圏の大学生協でよく販売されている伊藤パン製品のパッケージには「毎日食べてよく勉強して優秀な成績を上げて下さい。」とも印刷（他社製品にも同じ文が見られる）されており、成績向上にはあくまでも「勉強」が必要であることを示唆している。
なお、ドクター・中松の発明と誤解している資料が散見されるが、ドクター・中松が考案したものは「頭においしい」シリーズであり頭脳パンとは異なる。

## 頭脳パンを製造、発売する（した）業者
金沢製粉が頭脳粉の製造を長く続けている関係で、石川県や近隣の業者が多く、また、金沢製粉も地元で需要があったために製造を中止しなかったと述べている。

### 頭脳パン
- 伊藤製パン：製造中止。
- 敷島製パン：製造中止。
- フジパン：製造中止。
- ヤマザキ製パン：(2004年ごろ販売)製造中止。
- ロバパン（北海道札幌市、フジパン系列）：製造中止。
- 工藤パン（青森県青森市）：製造中止。
- 白石食品工業（岩手県盛岡市）：製造中止。
- まるよね食品工業（山形県米沢市）：製パンから撤退。製品にピンク色の頭脳パン連盟の文書を添付。
- アジカル（新潟県新潟市江南区）：亀田製菓の系列。一口サイズの「プチ頭脳パン」。
- 平和堂（新潟県妙高市）：一口サイズのほんのり甘いパン。
- ボンオーハシ（新潟県新潟市中央区、長岡市）：新潟市の企業は2010年事業停止、長岡市の企業はアクシアル リテイリング傘下の食品企業ローリーの事業部となり、現在は製造されていない。
- 頓所製パン（新潟県新潟市西蒲区）
- さわや食品（富山県射水市）：製造中止。
- 有限会社パンあづま屋[5]（石川県小松市）
- サンキョウパン (石川県かほく市)
- ローランド金沢（石川県金沢市）：旧社名「金沢ジャーマンベーカリー」。以前は「ジャーマンベーカリー」名で小売店舗を展開。
- ジャーマンベーカリー（石川県金沢市）：山崎製パン系列の小売りチェーン店だが、以前はローランド金沢の小売部門。
- 古川商店（石川県珠洲市）
- ナカシマパン（石川県白山市）
- 佐野屋製パン（石川県七尾市）
- パンブラザーズアベ（石川県金沢市）
- 細畑屋（石川県輪島市）
- 卜部製パン（石川県中能登町）
- くまのパン (石川県加賀市)
- 中村屋パン店（長野県中野市）：2011年現在も製造販売中で、2種類のジャム・クリーム・マーガリン等がサンドされている。
- 中島製パン（長野県長野市）: 2023年破産。

### パン以外
- 今田製麺所（山形県河北町）：「頭脳そば」。
- 北陸製菓（石川県金沢市）：「頭脳勘パン」と呼ばれる乾パン。
- 寿がきや（愛知県名古屋市）：「頭脳うどん」と呼ばれるカップうどん。
- イーオン（岡山県岡山市）：北陸製菓と共同開発した「AEON トラベル英会話クッキー」。